# Municipio de Laird (Míchigan)
El municipio de Laird (en inglés: Laird Township) es un municipio ubicado en el condado de Houghton en el estado estadounidense de Míchigan. En el año 2010 tenía una población de 555 habitantes y una densidad poblacional de 1,13 personas por km².

## Geografía
El municipio de Laird se encuentra ubicado en las coordenadas 46°42′8″N 88°47′9″O / 46.70222, -88.78583. Según la Oficina del Censo de los Estados Unidos, el municipio tiene una superficie total de 490.48 km², de la cual 485,09 km² corresponden a tierra firme y (1,1 %) 5,38 km² es agua.

## Demografía
Según el censo de 2010, había 555 personas residiendo en el municipio de Laird. La densidad de población era de 1,13 hab./km². De los 555 habitantes, el municipio de Laird estaba compuesto por el 97,48 % blancos, el 0,9 % eran amerindios, el 0,36 % eran asiáticos y el 1,26 % eran de una mezcla de razas. Del total de la población el 0,36 % eran hispanos o latinos de cualquier raza.